# Rothia hypopyrrha
Rothia hypopyrrha är en fjärilsart som beskrevs av Butler 1878. Rothia hypopyrrha ingår i släktet Rothia och familjen nattflyn. Inga underarter finns listade.